# Sköldnora kungsgård
Sköldnora (äldre namn Skällenore eller Skällnora) är en kungsgård i Fresta socken, Upplands Väsby kommun, Stockholms län, vid sjön Norrvikens östra strand.

## Historia
Sköldnora finns tidigast nämnt 1276; gården förvärvades 1296 av Birger Persson, far till den heliga Birgitta,
när Birger Persson bytte Finsta gård mot Skällnora  från kaniken Rörik Matsson av Sollentuna.
Vid Birger Perssons död 1327 ärvdes gården av hans måg, Birgittas man, Ulf Gudmarsson. Sköldnora skänktes under 1300-talet till Vadstena kloster och indrogs av Gustav Vasa till kronan. Mellan åren 1552 och 1560 var Sköldnora Gustav Vasas enskilda avelsgård. 1561 donerades det till amiralen Klas Kristersson Horn, tillhörde sedan dennes son och sonson och övergick genom den senares dotter till riksrådet Per Persson Sparre (död 1669). Genom Karl XI:s reduktion blev Sköldnora åter kronogods. Huvudbyggnaden, som är avbildad i Erik Dahlberghs Suecia antiqua et hodierna, var förfallen redan omkring år 1700 och revs i februari 1718, medan det var vinterföre för att uppköpare av byggnadsmaterial lätt skulle kunna transportera in sina varor till Stockholm. Arrendatorn J.M. Klinckowström uppförde 1741 den nuvarande huvudbyggnaden i rokokostil, ritad av arkitekten Carl Hårleman.
Sköldnora kungsgård är idag ett byggnadsminne.
Från 1901 kom Sköldnora att vara utarrenderad till medlemmar ur familjen Lettström, bland annat den kände arkitekten Gustaf Lettström som senare även friköpte fastigheten från staten. För närvarande ägs Sköldnora av finansmannen Anders Lettström.

## Övrigt
Gårdens namn är också känt genom berättelsen Skällnora Qvarn (1838) av Carl Jonas Love Almquist, ansedd som en av de tidigaste kriminalberättelserna i Sverige.